# Sclérure à bec court
Sclerurus rufigularis
Espèce
Statut de conservation UICN

 LC  : Préoccupation mineure
Le Sclérure à bec court (Sclerurus rufigularis) est une espèce de passereaux de la famille des Furnariidae.
Cet oiseau est répandu en Amazonie.